# Szaflary (gmina)
Szaflary est une gmina rurale du powiat de Nowy Targ, Petite-Pologne, dans le sud de la Pologne. Son siège est le village de Szaflary, qui se situe environ 4 km au sud de Nowy Targ et 71 km au sud de la capitale régionale Cracovie.
La gmina couvre une superficie de 54,31 km2 pour une population de 10 227 habitants.

## Géographie
La gmina inclut les villages de Bańska Niżna, Bańska Wyżna, Bór, Maruszyna, Skrzypne, Szaflary et Zaskale.
La gmina borde la ville de Nowy Targ et les gminy de Biały Dunajec, Bukowina Tatrzańska, Czarny Dunajec et Nowy Targ.